# Zdzisław Skorża
Zdzisław Skorża (ur. 29 stycznia 1958 w Radomiu, zm. 9 kwietnia 2025) – funkcjonariusz polskich służb specjalnych (SB, UOP i ABW).

## Życiorys
W 1984 ukończył studia wyższe na Politechnice Warszawskiej. W czasach studenckich poznał Waldemara Pawlaka.
W latach 1985–1990 pracował w kontrwywiadzie Wojewódzkiego Urzędu Spraw Wewnętrznych w Radomiu. W 1990 został pozytywnie zweryfikowany i przyjęty do służby w Urzędzie Ochrony Państwa. Podczas służby zajmował się m.in. zagadnieniami związanymi z ochroną kontrwywiadowczą kraju. W latach 1993–1998 był zastępcą Szefa Urzędu Ochrony Państwa. Stracił stanowisko w 1997, po utworzeniu rządu Jerzego Buzka. Od listopada 2002 do stycznia 2006 był dyrektorem delegatury ABW w Radomiu.
Poza służbą w UOP i ABW w 1993 pełnił funkcję doradcy ds. bezpieczeństwa Prezesa Rady Ministrów, a od marca 1999 do listopada 2002 był doradcą ds. bezpieczeństwa marszałka województwa mazowieckiego. W latach 2006–2007 był doradcą Sejmowej Komisji do Spraw Służb Specjalnych. 4 grudnia 2007 został mianowany na stanowisko zastępcy Szefa Agencji Bezpieczeństwa Wewnętrznego, z nadania Polskiego Stronnictwa Ludowego. Funkcję tę pełnił do jesieni 2012. Następnie był doradcą prezesa Agencji Rezerw Materiałowych.
Został odznaczony złotym Medalem „Za Zasługi dla Ligi Obrony Kraju”, złotym Medalem „Za zasługi dla pożarnictwa”, medalem „Za zasługi dla województwa radomskiego”, srebrnym Medalem „Za Zasługi Dla Obronności Kraju”, Srebrnym Krzyżem Zasługi, złotym Medalem „Za Zasługi Dla Obronności Kraju” oraz Odznaką Honorową imienia gen. Stefana Roweckiego „Grota”.